# Charles Baker (skådespelare)
Den här artikeln handlar om skådespelaren Charles Baker. För läraren under 1800-talet, se Charles Baker (lärare)
Charles Baker, född 27 februari 1971 i Washington, D.C., District of Columbia, USA, är en amerikansk skådespelare och röstskådespelare. Baker är bland annat känd för sin roll som Skinny Pete i den kritikerrosade TV-serien Breaking Bad.

## Filmografi

### Filmer
| År   | Titel                               | Roll                       | Notering |
| ---- | ----------------------------------- | -------------------------- | -------- |
| 2005 | Walker, Texas Ranger: Trial by Fire | Herman Van Horne           | TV-film  |
| 2006 | Fat Girls                           | Roller Rink-deltagare      |          |
| 2007 | Walking Tall: The Payback           | Nate                       |          |
| 2008 | Splinter                            | Blake Sherman Jr.          |          |
| 2009 | Shroud                              | William 'Billy' Sidehammer |          |
| 2010 | Temple Grandin                      | Billy                      | TV-film  |
| 2012 | To the Wonder                       | Snickare                   |          |
| 2013 | Ain't Them Bodies Saints            | Björn                      |          |
| 2013 | Flutter                             | Lonny                      |          |
| 2014 | Wild                                | Tj                         |          |
| 2016 | Approaching the Unknown             | Captain Frank Worsely      |          |
| 2016 | The Neon Demon                      | Mikey                      |          |
| 2016 | Afterscape                          | Sam Miller                 |          |
| 2018 | Eleven Eleven                       | Tim Faris                  |          |
| 2019 | El Camino: A Breaking Bad Movie     | Skinny Pete                |          |

### TV-serier
| År        | Titel                                 | Roll                           | Notering                                          |
| --------- | ------------------------------------- | ------------------------------ | ------------------------------------------------- |
| 1999-2004 | One Piece                             | Kuromarimo Braham Flera röster | Engelsk dubbning 27 episoder                      |
| 2001      | Baki the Grappler                     | Kohei                          | Engelsk dubbning Episod: "Here Comes the King"    |
| 2003      | The Galaxy Railways                   | Kapare                         | Engelsk dubbning Episod: "Big One Hijacked"       |
| 2006      | Prison Break                          | Kille som campar               | Episod: "Manhunt                                  |
| 2007      | El Cazador de la Bruja                | Jose                           | Engelsk dubbning Episod: "A Woman Who Puts It On" |
| 2006      | D.Gray-man                            | Flera röster                   | Engelsk dubbning 2 episoder                       |
| 2008      | Comanche Moon                         |                                | TV-miniserie                                      |
| 2008-2013 | Breaking Bad                          | Skinny Pete                    | 15 episoder                                       |
| 2010      | In Plain Sight                        | TJ                             | Episod: "Father Goes West"                        |
| 2010      | Claymore                              | Bandits' Head                  | Engelsk dubbning                                  |
| 2010      | The Good Guys                         | Varg Cellkamrat                | 2 episoder                                        |
| 2010      | Detroit 1-8-7                         | Marcus Mosier                  | Episod: "Pharmacy Double/Bullet Train"            |
| 2011      | Chase                                 | Virrig fånge                   | Episod: "Seven Years"                             |
| 2013      | NTSF:SD:SUV::                         | Milo                           | Episod: "Trading Faces"                           |
| 2013      | The Blacklist                         | Grey                           | 3 episoder                                        |
| 2014      | Murder in the First                   | Chris Walton                   | 6 episoder                                        |
| 2015      | Chicago P.D.                          | Terry Warfield                 | Episod: "What Put You On That Ledge"              |
| 2016      | Colony                                | Spider                         | Episod: "Pilot"                                   |
| 2017      | Grimm                                 | Dan                            | Episod: "Breakast In Bed"                         |
| 2017      | Brooklyn Nine-Nine                    | George Judy                    | Episod: "The Fugitive(Part 2)"                    |
| 2017      | Lethal Weapon                         | Peter Scarelli                 | Episod: "Lawmen"                                  |
| 2019      | The Rookie                            | Terry Wright                   | Episod: "Homefront"                               |
| 2020      | Perry Mason                           | Stanislaw Nowak                | 4 episoder                                        |
| 2021      | CSI: Vegas                            | Bill Dwyer                     | Episod: "Legacy"                                  |
| 2022      | 1883                                  | Henry Weaver                   | Episod: ”Racing Clouds”                           |
| 2023      | Mayor of Kingstown                    | Horace                         | Episod: ”The Pool”                                |
| 2023      | The Mandalorian                       | Survivor Scout                 | 2 episoder                                        |
| 2023      | Outpatient                            | Nathan                         |                                                   |
| 2024      | Horizon: An American Saga - Kapitel 2 | Drifter                        |                                                   |